# Heinrich Fehrentz
Heinrich Hermann Fehrentz (26. Juni 1908 in Spiesen – 22. Dezember 1943 in Stuttgart) war ein deutscher Kraftfahrer, der wegen Kritik am Nazi-Regime und Abhören sogenannter Feindsender hingerichtet wurde.

## Leben
Fehrentz stammte aus einer Bergmannsfamilie im Saarland, nahe der französischen Grenze, hatte neun Geschwister und musste bereits als 14-Jähriger in einer Kohlengrube arbeiten. Die Schlosserlehre in Saarbrücken brach er aus wirtschaftlichen Gründen ab. Danach zog er als Wanderarbeiter durch das Elsass und Luxemburg, verdingte sich als Landgehilfe und Bauschlosser. Ende der 1920er Jahre zog er zu seinem Bruder Hans nach Heidelberg, arbeitete als Schuhmacher und Rollladen-Monteur. Er wurde Mitglied beim Roten Sport, wo er sich insbesondere als Ringer betätigte. Nach einem Motorradunfall fand er eine Stelle als Kraftfahrer und Schlosser beim Fuhrunternehmen Seppich. 1938 heiratete er Gertrud geb. Blum. Das Paar zog in die Dreikönigstraße und hatte zwei Kinder.
Nach der Niederlage von Stalingrad verschärfte sich der Kurs des NS-Regimes. Bereits das geringste Zeichen von Widerstand wurde drakonisch bestraft. Durch seinen Bruder Klaus, der KPD-Stadtverordneter im Bürgerausschuss war, kam Fehrentz in Kontakt mit der KPD, trat aber der Partei nicht bei. Mehrfach wurde er kommunistischer Aktivitäten verdächtigt und kam auch einmal in Untersuchungshaft. In der Gaststätte Zum Neckarstaden in der Lauerstraße 9 traf sich ein Freundeskreis, kritisch dem Regime gegenüber eingestellt. Man hörte ausländische Sender und tauschte beim Kegeln Nachrichten aus, die man von Freunden oder im Radio gehört hatte. Fehrentz widersprach der Nazipropaganda und dem Feindbild vom russischen Untermenschen. Der Kreis wurde von einem Spitzel an die Gestapo verraten. Am 10. Februar 1943 wurden sieben Personen verhaftet, darunter auch Heinrich Fehrentz, und am 26. Oktober 1943 vom Oberlandesgericht Stuttgart abgeurteilt. Sechs von ihnen wurden wegen „Abhörens ausländischer Sender, Verbreitung staatsfeindlicher Nachrichten solcher Sender, Vorbereitung zum Hochverrat und Wehrkraftzersetzung“ zu teilweise langjährigen Zuchthausstrafen verurteilt, Heinrich Fehrentz hingegen zum Tode. Staatsanwalt Heinrich Krebs, nach dem Krieg Richter am Bundessozialgericht, hatte ihn als gefährlichen Staatsfeind und Anführer der Gruppe charakterisiert. Emilie Fehrentz erinnert sich: „Und da war ich dann mit anwesend. Da haben die alles schon fix und fertig gehabt. Die haben das Urteil direkt abgelesen, kann man sagen. Das war wie ein Schauprozess.“
Am 22. Dezember 1943 wurde Fehrentz in Stuttgart hingerichtet. Seine Leiche wurde nicht zur Bestattung freigegeben, sondern ohne Wissen der Angehörigen an die Anatomie der Universität Heidelberg überführt. Um 1950 wurden dort von einem Präparator Leichenteile von Fehrentz und anderen Hingerichten entdeckt und schließlich in einem Ehrengrab für hingerichtete Widerstandskämpfer auf dem Bergfriedhof Heidelberg beigesetzt.

## Gedenken

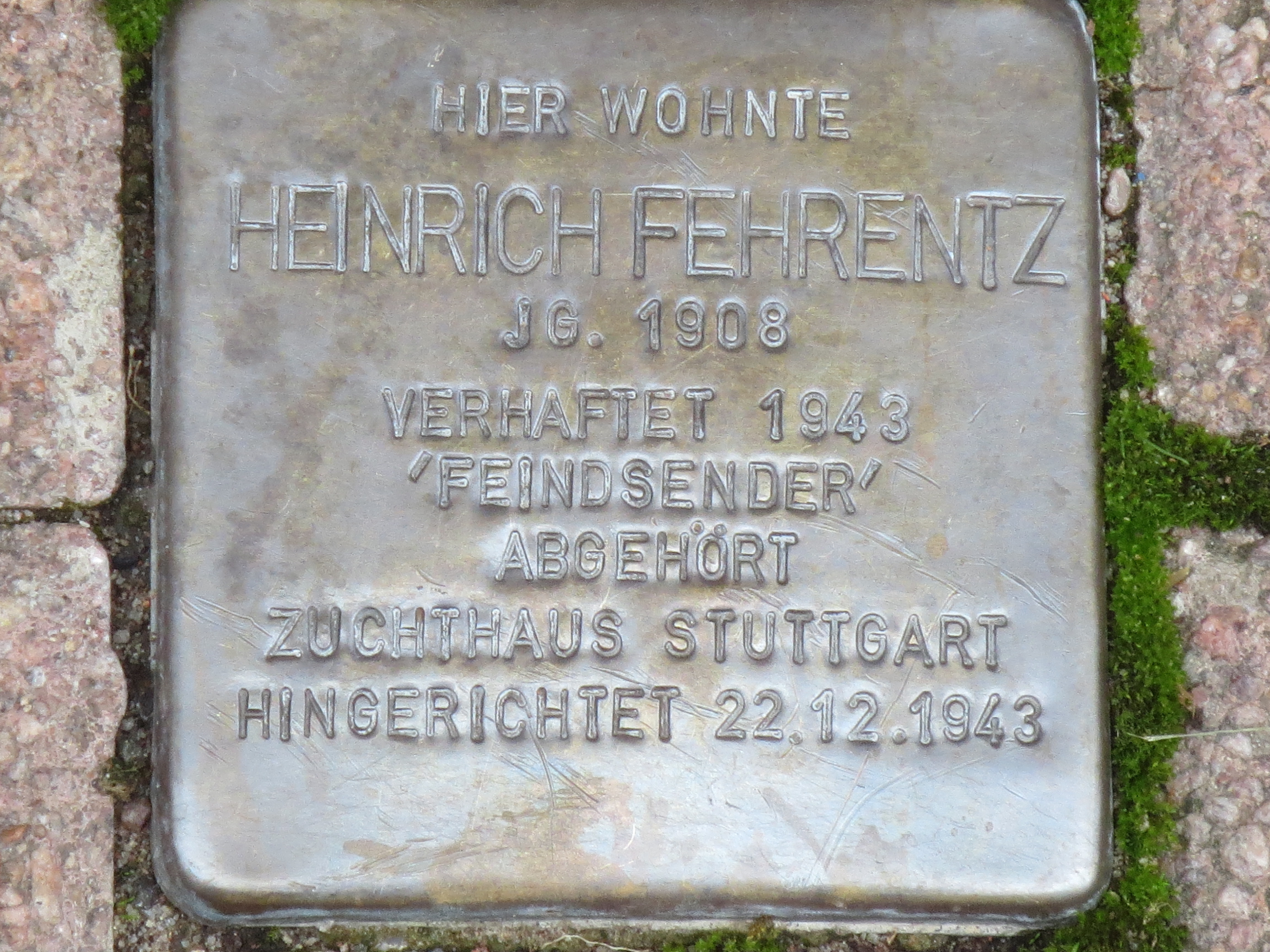
Stolperstein für Heinrich Fehrentz

- 1950 wurde eine Ehrengrabstätte für hingerichtete Widerstandskämpfer gegen den Nationalsozialismus im Bergfriedhof Heidelberg angelegt. Dort ist sein Name eingraviert.[9]
- 1974 wurde die Mühlstraße in Bergheim in Fehrentzstraße umbenannt.[10]
- Am 12. Oktober 2010 verlegte Gunter Demnig einen Stolperstein vor seinem letzten Wohnsitz in der Dreikönigstraße 15.
- Im März 2014 wurde das Straßenschild mit einer Legende zur Erinnerung an Heinrich Fehrentz ergänzt.[10]